# سرو (درمیان)
سرو روستایی در دهستان درمیان بخش مرکزی شهرستان درمیان استان خراسان جنوبی ایران است. بر پایه سرشماری عمومی نفوس و مسکن در سال ۱۳۹۰ جمعیت این روستا ۷۰۰ نفر (در ۱۶۹ خانوار) بوده‌است.